# Philippe Pemezec
Philippe Pemezec, né le 25 septembre 1955 à Granville (Manche), est un homme politique français. Membre des Républicains, ancien député (2002-2007) puis sénateur (2017-2023) des Hauts-de-Seine, il est maire du Plessis-Robinson depuis 2023, une fonction qu'il occupe auparavant de 1989 à 2018.

## Biographie
Il est élu maire du Plessis-Robinson le 20 mars 1989, député UMP le 16 juin 2002, puis réélu en juin 2007, dans la 12e circonscription des Hauts-de-Seine. Il a été rapporteur pour avis au nom de la commission des affaires économiques sur des projets de lois portant sur la ville et le logement, la rénovation urbaine, l'équité sociale et territoriale, etc. Le Conseil constitutionnel annule, le 29 novembre 2007, son élection et prononce une inéligibilité d'un an, son compte de campagne ayant été rejeté.
Il est un responsable du RPF, ainsi que secrétaire départemental de l'UMP des Hauts-de-Seine du 24 janvier 2009 au 29 mars 2011, date à laquelle il remet sa démission au secrétaire général de l'UMP.
Le 17 juin 2012, il est battu au second tour des élections législatives par son adversaire socialiste Jean-Marc Germain.
Le 18 juin 2017, Philippe Pemezec est battu au second tour des élections législatives par Jean-Louis Bourlanges, candidat du Modem qui bénéficie du soutien de la La République en marche. Le recours qu'il dépose sera rejeté le 21 juillet 2017 par le Conseil constitutionnel.
En septembre 2017, il se présente aux élections sénatoriales dans les Hauts-de-Seine à la tête d'une liste divers droite dite La liste des maires, "Pour les communes et les libertés locales". Sa liste sort en tête le 24 septembre 2017 et il est élu sénateur, ainsi que sa colistière Christine Lavarde. Cette élection est contestée au Conseil constitutionnel, qui la valide.
Il parraine Laurent Wauquiez pour le congrès des Républicains de 2017, scrutin lors duquel est élu le président du parti.
Il parraine Éric Zemmour pour l'élection présidentielle française de 2022.
Candidat à sa réélection lors du scrutin de septembre 2023, il n'est pas réélu sénateur. Lundi 9 octobre 2023, il redevient maire du Plessis-Robinson.

## Prises de positions politiques

### Conception de la ville
En rupture avec les modèles d’architecture modernes qu’il juge « brutaux » et « répétitifs », il défend une architecture « douce et classique », privilégiant un cadre de vie préservé. Pour pouvoir mettre en place cette architecture dans la commune de petite couronne qu'est le Plessis-Robinson, Philippe Pemezec a utilisé le levier du foncier, afin de créer « une sorte de cercle vertueux de l’aménagement du territoire ». Opposé à l'étalement urbain, l'actuel maire du Plessis-Robinson explique notamment que l'« on ferait mieux de “dé-densifier” Paris en créant des transports en commun dignes de ce nom pour remplir les villes satellites ». Dès 2003, celui qui était alors député de la 12e circonscription des Hauts-de-Seine, défendait sa vision de la mixité sociale dans les villes, qui consiste selon lui en la création d'« une incitation à l'installation ou au maintien de familles d'un niveau de revenu moyen ou supérieur dans des immeubles collectifs occupés plutôt par des familles à revenu modeste ». C'est d'ailleurs cette définition qu'il a appliquée au Plessis-Robinson.
Ainsi, il a lancé de vastes projets de reconstruction dont principalement ceux du cœur de ville du Plessis-Robinson dont l’architecte en chef fut François Spoerry et du quartier de la Cité jardins.
La ville du Plessis-Robinson a été récompensée en 2008 du prix de la meilleure opération de renaissance urbaine dans une ville de banlieue, le prix européen Philippe Rothier d’architecture. Ce prix vient récompenser une volonté constante de la part du maire élu en 1989 de « donner une âme à sa cité dortoir ». En 2012, c'est le Grand Prix Européen de l'Urbanisme qui vient récompenser le fait que « si l’eau, la verdure et la biodiversité sont omniprésents, l’équilibre entre logements privés et logements sociaux a également été garanti par la municipalité ». Cette transformation est, selon l'élu, drastique, puisqu'il explique qu'à son élection en 1989, la ville comptait « 73 % de logements sociaux vétustes. Le bâti était en piteux état ».
En 2003, le Plessis-Robinson est devenu ville pilote de la rénovation urbaine et ville pilote pour l’accession sociale à la propriété en 2005, un des chevaux de bataille de Philippe Pemezec.
Cette description de « bâtisseur » est cependant loin de faire l'unanimité. L'opposition municipale dénonce ainsi la volonté de Philippe Pemezec de transformer le Plessis-Robinson au profit d'une classe sociale plus aisée. Philippe Pemezec au prétexte de la mixité sociale, diminuerait progressivement le nombre de logements sociaux au profit d'habitations au loyer plus élevé chassant ainsi les classes populaires vers les cités des communes comme Chatenay-Malabry, Fontenay-aux-Roses ou encore Bagneux. Ce processus est connu sous le nom de gentrification.
Le 9 juillet 2015 le conseil municipal décide de rebaptiser la place de la Résistance du nom de Charles Pasqua. Philippe Pemezec explique que « Charles Pasqua a été un artisan majeur de la transformation du Plessis-Robinson et de réussite de la ville » et qu'à ce titre il avait « toute sa place dans la mémoire urbaine de la ville ». De nombreuses associations de résistants mais aussi les partis politiques d'opposition (PS-PCF-PG-EELV), des syndicalistes s'opposent depuis à ce changement de nom. Le 24 octobre 2015 lors d'un rassemblement unitaire, ils ont appelé Philippe Pemezec à revenir sur sa décision qui selon eux portaient atteinte à la mémoire des résistants et de la Résistance. Une pétition a également été lancée contre ce projet. En l'espace de quelques semaines elle a recueilli plusieurs centaines de signatures. La mairie a répondu à ces critiques en rappelant que Charles Pasqua avait lui-même été résistant, et que l'existence d'une place et d'une rue de la Résistance était source de confusion.

### International
Il est fermement opposé à l'entrée de la Turquie dans l'Union européenne. Il milite activement pour une reconnaissance du génocide arménien de 1915,.

### Intercommunalité
Il publie, à l'automne 2005, en compagnie de Patrick Beaudouin député du Val-de-Marne Le Livre noir de l'intercommunalité dénonçant les insuffisances de la politique de regroupement de communes en France. Il a également déposé conjointement avec Patrick Beaudouin une proposition de loi (décembre 2005) à l'Assemblée nationale (no 2741) visant à améliorer la coopération intercommunale.

### Opposition à Patrick Devedjian
En novembre 2010, il milite pour l'éviction de Patrick Devedjian de la présidence de la fédération UMP des Hauts-de-Seine. Après les élections cantonales de 2011, il négocie cependant avec celui qui vient d'être reconduit comme président du Conseil général des Hauts-de-Seine un poste de vice-président. Cet épisode de la vie politique est relaté en détail dans l'ouvrage Le Monarque, son fils, son fief de Marie-Célie Guillaume directrice de cabinet de Patrick Devedjian, dans lequel Pemezec est représenté sous le pseudonyme de Cinglé Pichrocrole, personnage brutal et violent. Dans ce roman politique elle rapporte l'agression dont elle aurait été victime de la part de Philippe Pemezec dans la vraie vie. En effet en 2011 une plainte pour agression est déposée au commissariat de Nanterre contre Philippe Pemezec.

## Condamnations
En décembre 2010, Philippe Pemezec est condamné par le tribunal correctionnel de Nanterre à 3 000 euros d'amende et 1 000 euros de dommages et intérêts pour injures envers Benoît Marquaille, conseiller régional socialiste. Par un arrêt prononcé le 27 juin 2011, la Cour d'appel de Versailles confirme le jugement en portant l'amende à 5 000 euros[réf. souhaitée].

## Polémiques

### Soupçon de prise illégale d'intérêts soldé par une relaxe
En avril 2015, il est condamné par le tribunal correctionnel de Nanterre à une peine de six mois de prison avec sursis, 20 000 euros d’amende et trois ans d'inéligibilité, pour « prise illégale d’intérêt ». La justice lui reproche d’avoir de par ses fonctions d'administrateur de Hauts-de-Seine Habitat, favorisé sa fille pour l'attribution d'un logement social avec terrasse, dans sa ville. Cette dernière a également été condamnée à une amende de 2 000 euros avec sursis pour recel de bien provenant de trafic d’influence. L’enquête avait été ouverte en 2012, après un signalement du groupe socialiste au conseil général des Hauts-de-Seine. L'élu a déclaré qu'il ferait appel de ce jugement,.
Conséquence de cette condamnation, Philippe Pemezec n'est pas candidat à l'élection régionale de 2015 en Île-de-France alors qu’il devait occuper la troisième position de la liste départementale des Hauts-de-Seine. Valérie Pécresse, tête de liste Les Républicains, considérant cette condamnation rédhibitoire, décide de lui retirer son investiture. Après moult tractations un compromis est trouvé, Philippe Pemezec sera remplacé par sa femme en huitième position sur la liste.
Le 30 mars 2016 Philippe Pemezec obtient la relaxe de sa condamnation de prise illégale d’intérêts. Malgré la présence de sa signature sur la feuille d'émargement le tribunal n'a pas été en mesure de prouver que Philippe Pemezec a participé à l'examen du dossier de sa fille par la commission d'attribution. Le dossier de sa fille avait été déposé trois ans et demi auparavant, en bonne et due forme.

### Discrimination au logement
Dans son livre Bienvenue au Front - Journal d'une infiltrée, la journaliste Claire Checcaglini raconte que Philippe Pemezec (vice-président du conseil général des Hauts-de-Seine chargé de l'égalité des chances) lui explique qu'il « écarte » les dossiers  des « Arabes » dans sa commune lors des commissions d'attribution de logements sociaux : « Je participe aux commissions d'attribution des logements sociaux à l'office départemental des Hauts-de-Seine. Et je peux vous dire qu'au Plessis, il n'y a pas beaucoup d'Arabes. Je fais très gaffe. » Philippe Pemezec n'a pour l'instant jamais nié avoir tenu ces propos.
Sollicité par les journalistes de Mediapart, Patrick Simon, chercheur à l'Ined réalise une étude comparative des attributions à Boulogne et au Plessis-Robinson. Les données des neuf commissions d'attribution entre avril 2011 et février 2012 révèlent une très nette sous représentation des noms à consonance maghrébine dans les dossiers présentés pour le Plessis-Robinson et le chercheur de conclure à une probable discrimination ethnique.

### Soupçon d'emploi fictif soldé par une relaxe
Après avoir vu son élection en tant que député des Hauts-de-Seine invalidée en novembre 2007, Philippe Pemezec est nommé en février 2008 chargé de mission sur l'accession sociale à la propriété, auprès du ministre du Logement. Il aurait perçu pour cette mission la même indemnité que celle de son mandat de député (5 400 € par mois). Le successeur de Christine Boutin, Benoist Apparu met fin à cette mission en juin 2010 (un an avant le terme prévu) après que la presse a mis en lumière la discordance entre sa rémunération et le caractère banal, voire plagié, des rapports qu'il produisait.
Cette affaire a duré quatre ans, et s'est soldé par une annulation de la mise en examen de Philippe Pemezec le 30 mai 2017, après avoir mobilisé plus de 3 juges d'instruction pour « cette affaire pourtant pas très complexe ».
Le parquet de Nanterre ouvre le 10 mai 2013 une information judiciaire contre X pour « détournement de fonds publics, complicité et recel », tandis que l'ancienne ministre Christine Boutin met en cause Claude Guéant.
Trois ans plus tard, le 24 avril 2016, Philippe Pemezec est finalement mis en examen pour «détournement de fonds publics, complicité et recel».
Quatre ans plus tard, le 19 mai 2017, la mise en examen de Philippe Pemezec est annulée.

### Propos sexistes
En juin 2016, il est accusé par Anne Hidalgo d'avoir tenu des propos sexistes
Pour ces propos sexistes l'association féministe Les Chiennes de garde en association avec le magazine Causette lui décerne le 6 mars 2017 le prix Macho 2017,.

### Vote FN en 2002
En 2012, la journaliste Claire Checcaglini publie un livre "Bienvenue au Front, Journal d'une infiltrée" Ed. Jacob-Duvernet dans lequel elle raconte son infiltration au Front national sous un faux nom. Elle raconte avoir rencontré Philippe Pemezec en se faisant passer pour une militante FN en quête de parrainage pour l'élection présidentielle, et celui-ci lui aurait dit avoir voté en faveur de Jean-Marie Le Pen en 2002.

### Contournement de la loi sur la parité
Philippe Pemezec est accusé par le journaliste Étienne Girard du magazine Marianne d'avoir contourné la loi sur la parité en ayant présenté une liste dissidente LR lors des élections sénatoriales du 24 septembre 2017. Alors que la loi oblige à ce que les listes présentent alternativement un homme et une femme, LR tolère en effet des listes dissidentes dans plusieurs départements. Lors du scrutin, deux listes LR (une officielle, une dissidente) ont ainsi été présentées, avec deux hommes à leur tête.

## Mandats
- 20 mars 1989 - 3 mai 2018 : maire du Plessis-Robinson (Hauts-de-Seine)
- 29 mars 1992 - 8 novembre 2002 et 27 mars 2011 - 28 mars 2015 : vice-président du conseil général des Hauts-de-Seine
- 19 juin 2002 - 29 novembre 2007 : député de la 12e circonscription des Hauts-de-Seine (réélection de 2007 invalidée par le Conseil constitutionnel[47])
- 2003 - 2015 : vice-président de la communauté d'agglomération des Hauts de Bièvre
- 10 mars 2008 - 28 mars 2015 : conseiller général des Hauts-de-Seine, membre de la Commission locale d'information auprès du CEA de Fontenay-aux-Roses
- depuis janvier 2016 : 7e vice-président de l'établissement public territorial Vallée Sud Grand Paris.
- 1er octobre 2017 - 2 octobre 2023 : sénateur des Hauts-de-Seine

## Ouvrages
- Le livre noir de l'intercommunalité avec Patrick Beaudouin, éditions Beaudouin,  (ISBN 978-2-9525780-0-4), septembre 2005 Fiche ouvrage
- Bonheur de ville un maire au chevet de sa banlieue, éditions Eyrolles, juin 2007

## Décoration
- Chevalier de la Légion d'honneur[48].